# おまさの方
おまさの方（おまさのかた、生没不詳）は、江戸時代の女性で、3代将軍・徳川家光の側室。院号は不明。

## 生涯
尾張藩家老・成瀬氏の娘として生まれたとされる。3代将軍・徳川家光の世継ぎを生ませるために、家光の乳母・春日局の計らいによって大奥へ入る。
はじめは、春日局の部屋子であったが、寛永20年（1643年）、家光との間に次男・亀松を出産する 。ただし、『以貴小伝』では母はまさとあるが、『幕府祚胤伝』では玉が母であると記載されている。亀松は正保4年（1647年）に夭逝した。